# Castana
Castana là một đô thị ở tỉnh Pavia trong vùng Lombardia của Ý, có cự ly khoảng 50 km về phía nam của Milan và khoảng 20 km về phía đông nam của Pavia. Tại thời điểm ngày 31 tháng 12 năm 2004, đô thị này có dân số 739 người và diện tích là 5,2 km².
Castana giáp các đô thị sau: Canneto Pavese, Cigognola, Montescano, Montù Beccaria, Pietra de' Giorgi, Santa Maria della Versa.